# Línea 23 (Buenos Aires)
La línea 23 es una línea de colectivos del Área Metropolitana de Buenos Aires. Une el barrio porteño de Retiro con el barrio de Villa Soldati.
La línea es operada por la empresa Transporte Automotor Riachuelo S.A., la cual pertenece al conglomerado de Grupo DOTA, quien a su vez también controla las líneas 100, 115 y 134
Sus colectivos son de piso bajo, aptos para personas con movilidad reducida.
Originalmente, la línea tenía una fecha de clausura el 22 de junio de 2025 por conflictos entre la empresa y el estado. Los internos iban a ser reordenados por distintas líneas dentro del Grupo DOTA, pero decidieron mantener el servicio hasta nuevo aviso.
Desde el 26 de junio de 2025, la Linea 115 presta los servicios reforzados de la línea 23, haciendo un préstamo de 5 coches, teniendo en total una cantidad de 14 colectivos circulando (9 de la 23 y 5 de la 115).
Hoy en día los únicos internos funcionando en la línea 23 son: 601, 602, 603, 604, 605, 1132, 1133, 1134 y 1163 (Sin contar los prestados de la Linea 115.)
Desde el 1 de agosto del 2025, la linea 23 cambió su razón social, dejó de ser Transportes Río Grande S.A. para ser de Transporte Automotor Riachuelo S.A. (TARSA), siendo este el primer paso para su futura ramalización dentro de la Linea 115.

## Recorrido
La línea 23 une Retiro con Villa Soldati por medio de las siguientes calles.

### Retiro-Villa Soldati
- Carlos H. Perette
- Calle 2
- Av. Antártida Argentina
- Av. Ramos Mejía
- Av. del Libertador
- Av. Leandro N. Alem
- Av Córdoba
- Talcahuano
- Tucumán
- Uruguay
- Av. Independencia
- Av. Boedo
- Av. Chiclana
- Av. Riestra
- Av. Varela
- Av. Fernández de la Cruz

## Lugares de interés
La línea pasa por los siguientes lugares durante su recorrido.
- Estación Retiro
- Palacio del Congreso
- Plaza del Congreso
- Palacio de Justicia de la Nación
- Teatro Broadway
- Teatro Gran Rex
- Luna Park
- Estadio Pedro Bidegain
- Estadio Guillermo Laza